# Statens død
|  | Denne artikel er oprettet af botten PalnaBot ud fra en ekstern database. Den kan derfor have sproglige fejl eller mangler. Denne skabelon kan fjernes efter kontrol af indholdet. |

Statens død er en film instrueret af Per Ingolf Mannstaedt efter manuskript af Per Ingolf Mannstaedt.

## Handling
Dokumentarfilm om Danmarks fremtid. Danmark har valgt internationaliseringens vej og ledelsesrådgivere og politikere kommenterer den udvikling som filmen provokerende stiller op således: "... tidligere tiders undertrykkelse og slaveri har vist sig unødvendig og uøkonomisk. I det moderne demokrati er de globale markedskræfter tilstrækkelige til at få folk til at gøre, som de skal"